# Albemarle Street

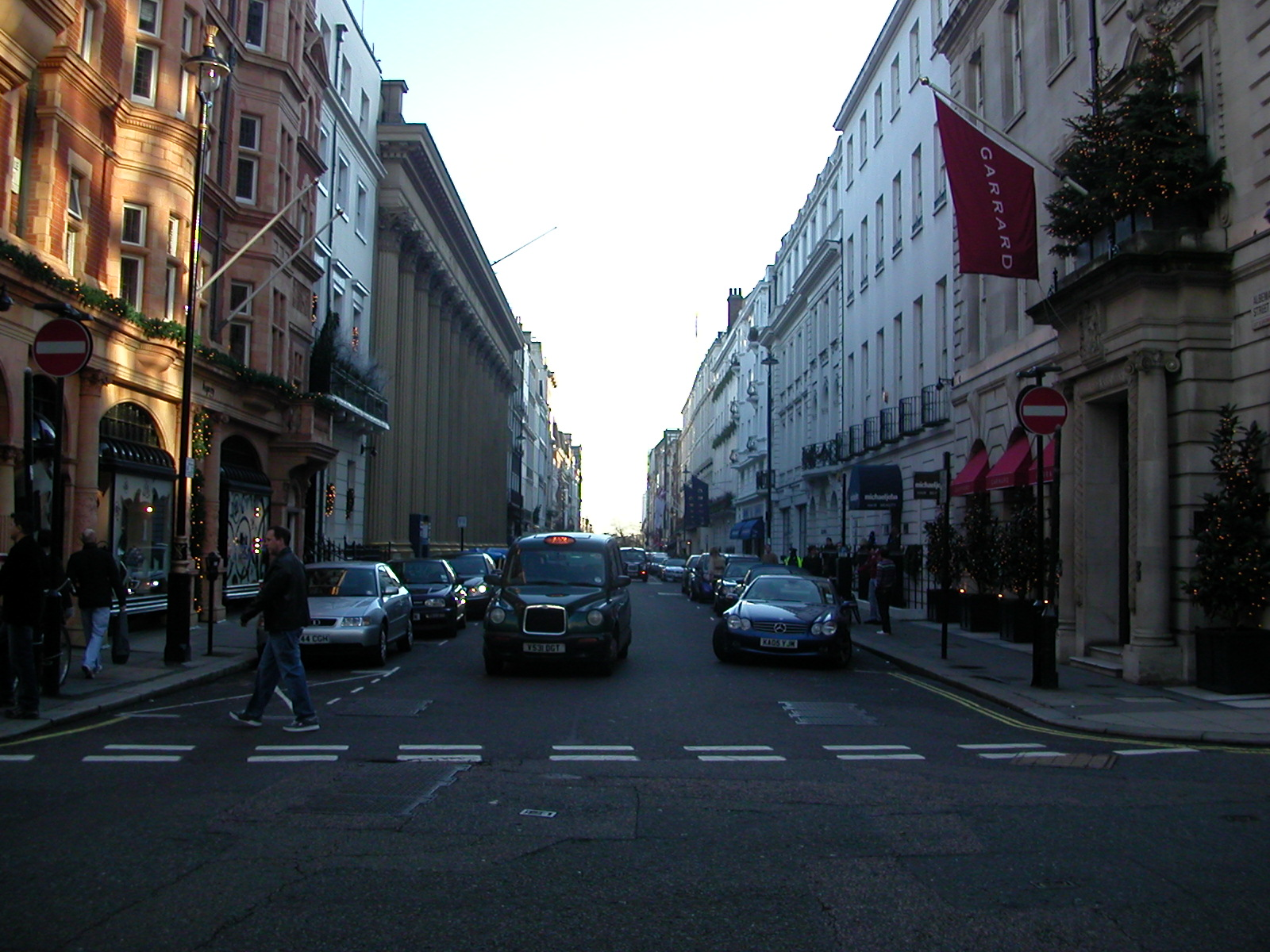
Vista hacia el sur de Albemarle Street, desde su cruce con Grafton Street.

Albemarle Street es una calle de Mayfair, Londres, que se desvía de Piccadilly. Tiene asociaciones históricas con Lord Byron, cuya editorial John Murray tenía su sede aquí, y con Oscar Wilde, miembro del Albemarle Club, lugar donde recibió un insulto que provocó su demanda por calumnias y su eventual encarcelamiento. También es conocida por albergar varias galerías de arte y el Brown's Hotel, situado en el 33 de Albemarle Street. Al sureste, la calle termina en Piccadilly. La calle que discurre en paralelo a Albemarle Street al suroeste es Dover Street y al noreste están New Bond Street y Old Bond Street. La estación de metro más cercana es Green Park.

## Historia

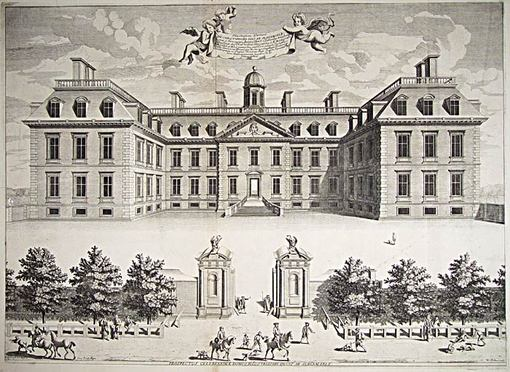
Vista de Clarendon House, actualmente demolida. Albemarle Street atraviesa el centro de la antigua parcela de la casa.

Albemarle Street fue construida por un sindicato de promotores encabezados por Sir Thomas Bond. El sindicato compró en 1684 una mansión de Piccadilly llamada Clarendon House a Christopher Monck, el segundo duque de Albemarle, que había caído en el abandono debido a la vida disoluta del duque. Fue vendida por 20 000 libras, un quinto menos que lo que había pagado por ella el duque solo nueve años antes, pese a que los precios de la zona habían aumentado en la época. La casa fue demolida y el sindicato procedió a urbanizar la zona. En esa época la casa daba hacia campos abiertos y estaba empezando la urbanización de varias fincas de Mayfair. El sindicato también construyó Old Bond Street, Dover Street y Stafford Street.
Albemarle Street fue la primera calle de un solo sentido creada con el objetivo de mejorar el flujo de tráfico de Londres. La decisión se tomó después de que una serie de conferencias de Humphry Davy en la Royal Institution causaran largos atascos en la ciudad debido a las terribles colas formadas por los coches de caballos que transportaban a la entusiasta audiencia.

## Residentes notables

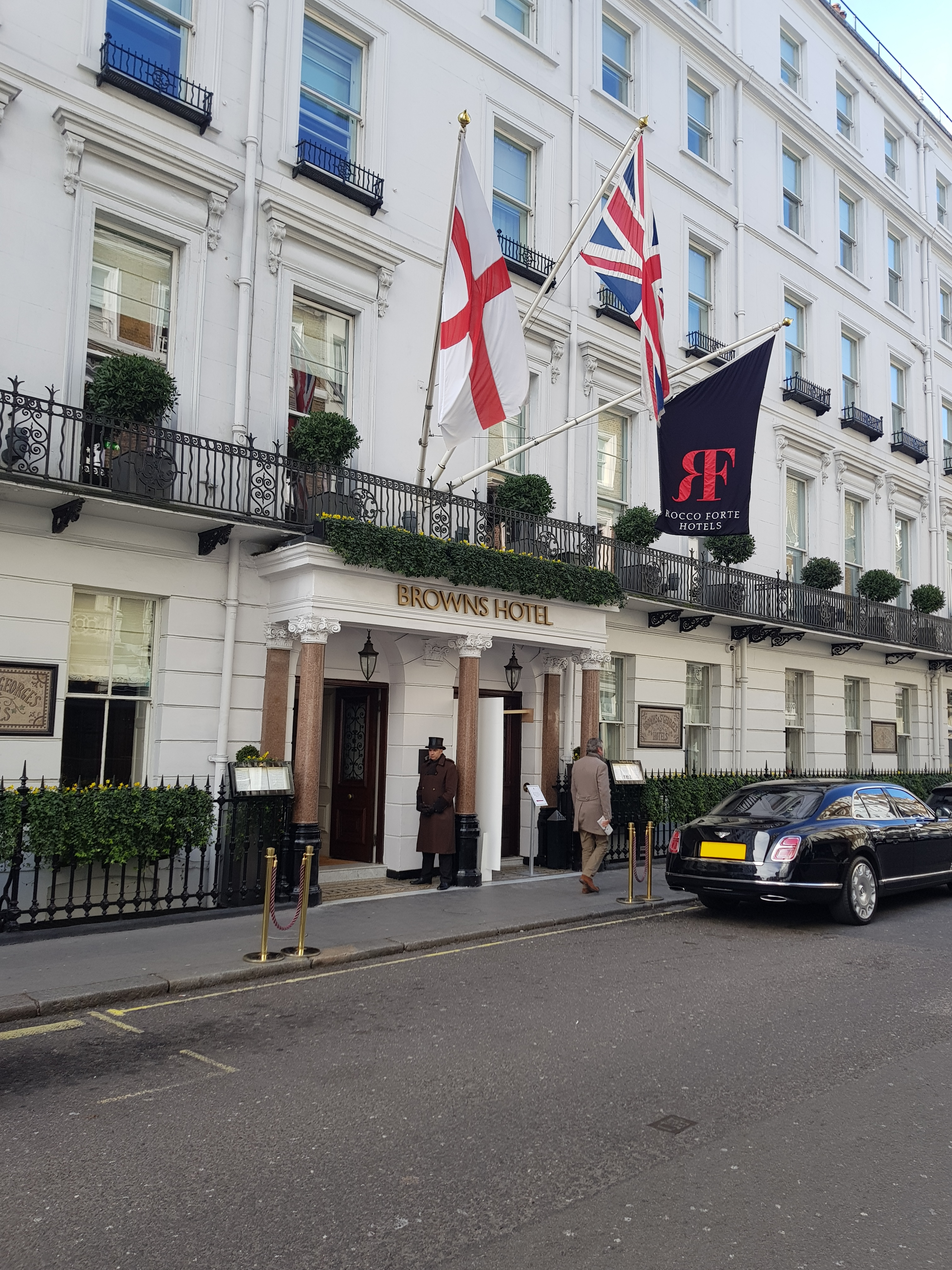
El Brown's Hotel en Albemarle Street.

Robert Harley, I conde de Oxford y conde Mortimer (1661–1724), un ministro de la reina Ana, tenía una casa en Albemarle Street, donde falleció en 1724. Victor Spencer, primer vizconde Churchill (1864–1934) y paje de honor de la reina Victoria, nació en el 32 de Albemarle Street. Anne Lister (1791-1840), una conocida lesbiana victoriana, se alojó en el 29 de Albemarle Street en habitaciones propiedad de Hawkins, que también tenía propiedades en Dover Street.
El Albemarle Club estaba originalmente en Albemarle Street y se trasladó a la cercana Dover Street antes de su cierre. Oscar Wilde era uno de sus miembros. En 1895, el marqués de Queensberry dejó su tarjeta de visita para Wilde con la nota For Oscar Wilde posing Somdomite («Para Oscar Wilde, aquel que presume de sodomita»), lo que provocó que Wilde lo demandara por calumnias. Finalmente, el marqués de Queensberry quedó libre y Wilde se enfrentó a un segundo juicio en mayo de 1895, en el que se le acusó de «sodomía y grave indecencia», y por el que fue condenado a dos años de trabajos forzados.
La editorial John Murray se situaba en el 50 de Albemarle Street durante los siglos xix y xx. Las memorias de Lord Byron fueron destruidas en la chimenea de la primera planta de este edificio tras su muerte. Sir John Betjeman, el poeta y presentador, fue otro escritor de Murray. John Murray también publicó El origen de las especies de Charles Darwin en 1859.
El francés Alexander Grillion fundó el Grillion's Hotel en el número 7 en 1803. Luis XVIII se alojó aquí en 1814, antes de volver a Francia. También fue el lugar de reunión del club Grillion's. Posteriormente el Real Club de Yates del Támesis tuvo su sede aquí.

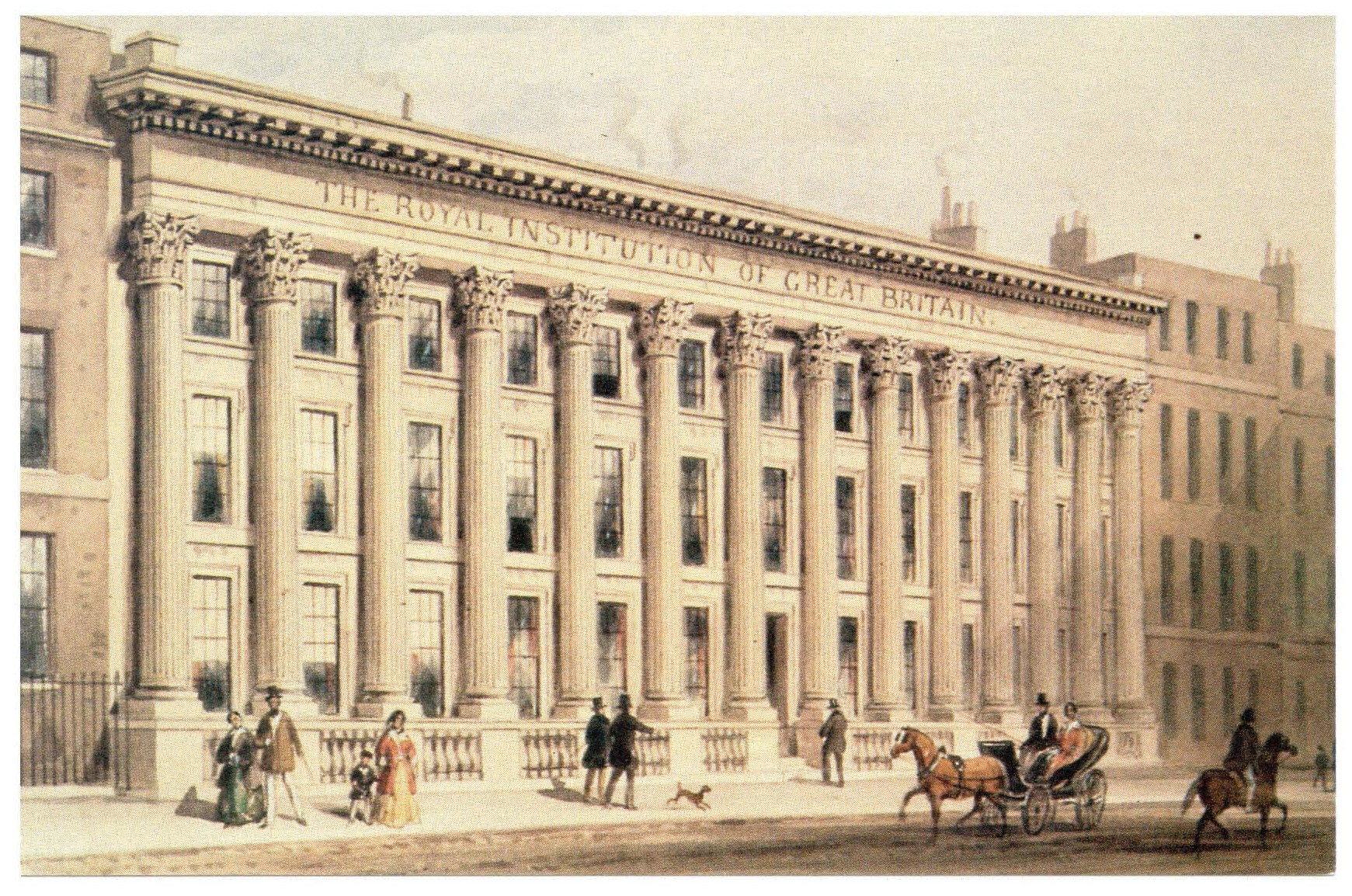
La Royal Institution en Albemarle Street (ca. 1838).

La Royal Institution se encuentra en el 21 de Albemarle Street y forma un imponente telón de fondo de la calle con su hilera de columnas clásicas. El edificio ha sido ampliado y renovado en varias ocasiones desde 1799, cuando se fundó la institución, y actualmente es un monumento clasificado de Grado I. Debido a la popularidad de las conferencias científicas de la institución, Albemarle Street se convirtió en la primera calle de un sentido de Londres para evitar problemas con el tráfico.
El biólogo Thomas Huxley fundó el círculo social llamado X Club convocando su primer encuentro el 3 de noviembre de 1864 en el St George's Hotel, en Albemarle Street. Este club estaba formado por nueve hombres que apoyaban las teorías de la selección natural y el liberalismo académico y fue progresivamente ganando influencia en la ciencia de finales del siglo xix.
William Webb Ellis (1806–1872) fue un clérigo anglicano que es famoso por ser considerado el inventor del rugby mientras estudiaba en la Rugby School. Se graduó en Oxford con un bachiller universitario en letras en 1829 y recibió su máster en letras en 1831. Entró en la Iglesia y se convirtió en capellán de la capilla de St George de Albemarle Street.
En los años cincuenta, el diseño de Ernö Goldfinger de dos edificios de oficinas en el 45–46 de Albemarle Street fue elogiado por su sensibilidad con la arquitectura georgiana de los alrededores.